# Martina Dalić
Martina Dalić (* 12. November 1967 in Velika Gorica als Martina Štimac) ist eine kroatische Wirtschaftswissenschaftlerin und Politikerin.

## Werdegang
Dalić studierte Wirtschaftswissenschaften bis zu ihrem Abschluss mit einem Diplom 1990 an der Universität Zagreb, zwischen 1992 und 1994 folgte ein postgraduales Studium. Ab 1995 arbeitete sie im kroatische Finanzministerium, wo sie in  unter Finanzminister Božo Prka die Leitung der Abteilung für die gesamtwirtschaftlichen Prognosen übernahm. Als dessen Nachfolger Borislav Škegro 1997 die Amtsgeschäfte übernahm, rückte sie zur stellvertretenden Ministerin auf. Bei der Parlamentswahl 2000 verlor die Hrvatska demokratska zajednica (HDZ) ihre Mehrheit und nach dem Regierungswechsel wechselte Dalić in die Privatwirtschaft als Chefökonomin zur Privredna banka Zagreb.
Nach der Parlamentswahl 2003 kam die HDZ wieder in die Regierungsverantwortung, im folgenden Jahr kehrte auch Dalić ins Finanzministerium zurück. Dort war sie für strategische Fragestellungen zuständig und als stellvertretende Verhandlungsführerin und Mitglied des Stabilisierungs- und Assoziierungsausschusses EU-Kroatien maßgeblich an den Beitrittsverhandlungen Kroatiens mit der Europäischen Union beteiligt. 2008 übernahm sie die Leitung der Geschäftsführung der Partner banka. Im Dezember 2010 wurde sie unter Ministerpräsidentin Jadranka Kosor als Nachfolgerin von Ivan Šuker Finanzministerin, musste ihr Amt aber nach nur knapp einem Jahr nach der verlorenen Parlamentswahl 2011 an Slavko Linić von der Socijaldemokratska partija Hrvatske übergeben. Bei den Wahlen zog sie jedoch als HDZ-Abgeordnete in den Sabor ein, im Juli 2015 legte sie ihr Mandat nieder.
Nach der Parlamentswahl 2016 gehörte Dalić als Wirtschaftsministerin zum Kabinett von Andrej Plenković. Gemeinsam mit Damir Krstičević, Predrag Štromar und Marija Pejčinović Burić war sie dabei stellvertretende Ministerpräsidentin. Im April 2017 wurde mit Agrokor das größte private kroatische Unternehmen wegen Überschuldung unter staatliche Aufsicht gestellt. Im Frühjahr 2018 wurde veröffentlicht, dass die externen Berater, die einen Sanierungsplan entwickelt hatten auch für dessen Umsetzung verpflichtet wurden, worin insbesondere von der Opposition ein Interessenkonflikt gesehen wurde. In der Folge trat Dalić  am 14. Mai des Jahres von ihren Ämtern zurück, ihr Nachfolger wurde Darko Horvat.